# Arctides regalis
Arctides regalis е вид ракообразно от семейство Scyllaridae. Видът не е застрашен от изчезване.

## Разпространение и местообитание
Разпространен е в Мавриций, Малдиви, Малки далечни острови на САЩ (Атол Джонстън), Нова Каледония, Реюнион, САЩ (Хавайски острови), Френска Полинезия (Туамоту), Чили (Великденски остров) и Япония (Хоншу).
Среща се на дълбочина от 4 до 20 m, при температура на водата около 22,5 °C и соленост 35,6 ‰.